# Haupthalle (Buddhistischer Tempel Japan)

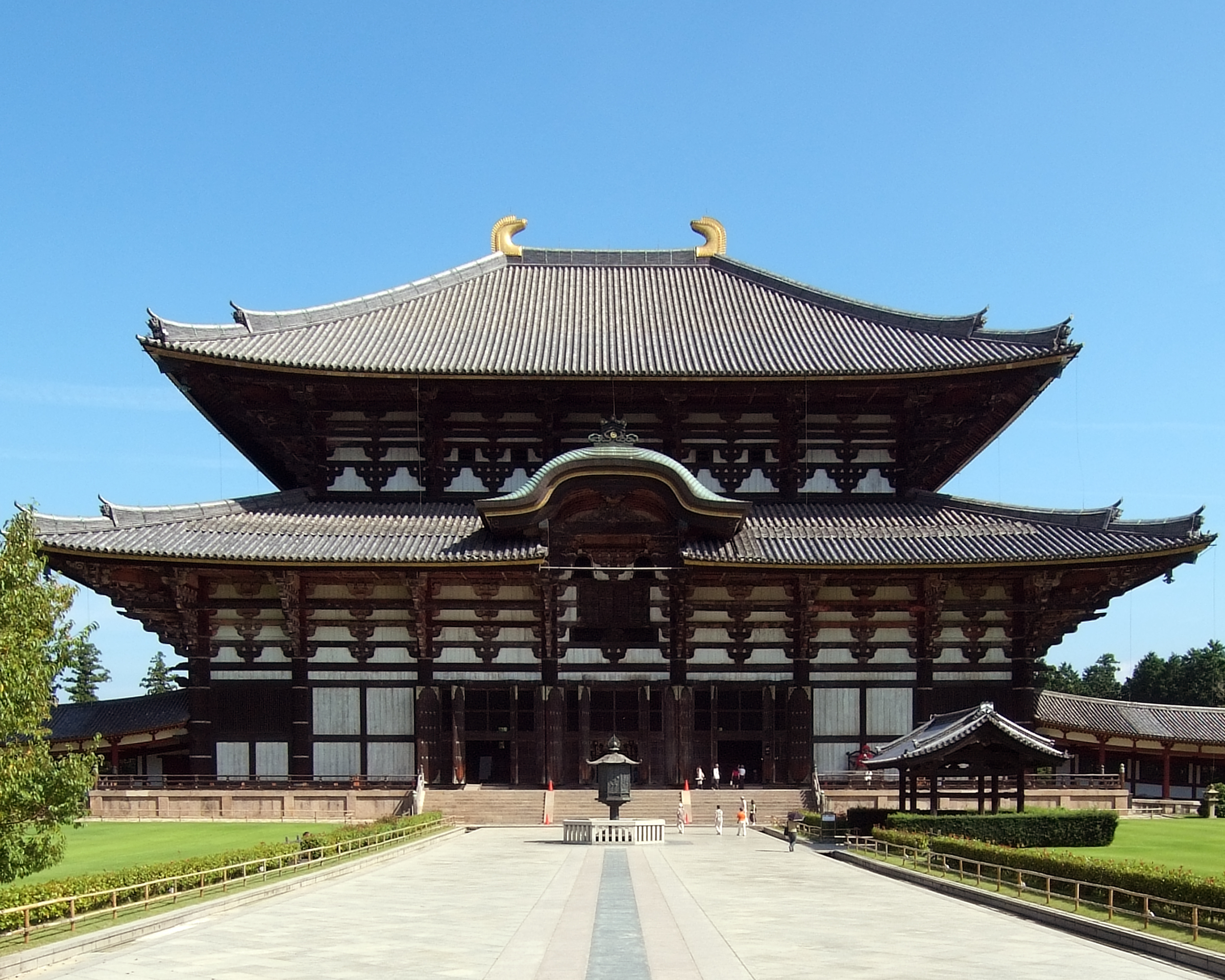
„Großbuddhahalle“ (Daibutsuden) des Tōdai-Tempels (Tōdai-ji) in Nara

Als Haupthalle (japanisch 本堂 Hondō) wird in buddhistischen Tempelanlagen Japans das Gebäude bezeichnet, das die wichtigsten religiösen Objekte der Verehrung (Honzon) beherbergt.
Die Bezeichnungen variieren von Schule zu Schule. Sie sind zum einen mit der Entstehungszeit der betreffenden Schule verbunden, zum anderen geben sie Hinweise auf bauliche und nutzungsbedingte Eigenheiten. Häufig verwendete Bezeichnungen sind Kondō (wörtl. Goldene Halle/Goldhalle), Hondō (wörtl. Haupthalle), Butsuden (wörtl. Buddhapalast), Butsudō (wörtl. Buddhahalle) oder auch Kompon-chūdō (wörtl. Fundamentale Mittelhalle).
War im japanischen Altertum die Ausrichtung der Haupthalle innerhalb der Tempelanlage noch der vom asiatischen Festland übernommenen strengen Symmetrie unterworfen, so passte man sich spätestens mit dem Aufkommen des esoterischen Buddhismus auch topografischen Gegebenheiten an.
Eine der eindrucksvollsten Haupthallen ist der Daibutsuden der Kegon-Schule am Tōdai-Tempel (Tōdai-ji) in Nara. Obwohl sie mehrmals zerstört wurde und der gegenwärtige kleinere Bau aus dem Jahr 1709 stammt, ist dies noch immer das größte Holzgebäude der Welt.

## Kondō(Asuka- und Nara-Zeit)

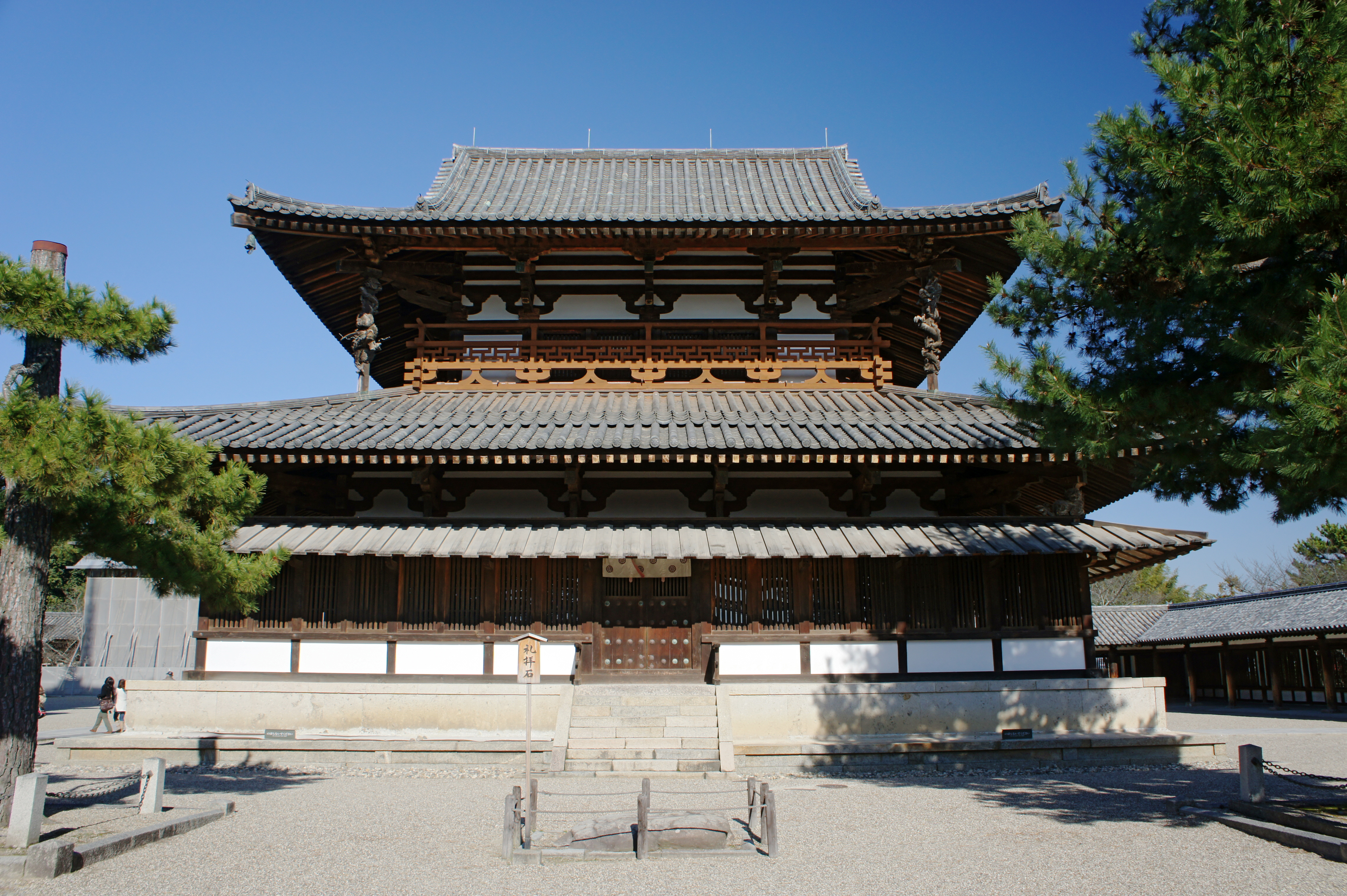
Die Goldene Halle (Kondō) des Hōryū-Tempels (Hōryū-ji) in Ikaruga (Präfektur Nara)

Die Bezeichnung der Haupthalle als Kondō (金堂), wörtl. „Goldene Halle“, erschien erstmals während der Asuka- und Nara-Zeit. Der Name geht vermutlich auf die vergoldete Ausschmückung des Inneren und die Gestaltung der Verehrungsobjekte zurück.
In der Frühzeit des japanischen Buddhismus orientierte sich die Haupthalle, wie alle Gebäude einer Tempelanlage, noch streng an einer Nord-Süd-Achse. In den ältesten (noch existierenden) Tempeln wie dem Hōryū-Tempel und Asuka-Tempel (Asuka-dera) finden wir mehrere Haupthallen, weil diese in ihrer Frühzeit mehreren Schulen als Tempel und Zentrum des Lernens dienten. Nach seiner Verlegung des Asuka-Tempels von Asuka in die neue Hauptstadt Nara im Jahre 718 und seiner Umbenennung als Gangō-ji gab es hier zeitweilig sogar sieben Haupthallen und mehrere Pagoden (Tō).
Gewöhnlich besteht eine Goldene Halle aus einem Kernteil (母屋, Moya), der die wichtigsten Heiligtümer beherbergte, sowie einem inneren Wandelgang Hisashi (廂) und einem äußeren namens Mokoshi (裳階). Wegen seiner begrenzten Ausmaße, teils aber auch aus dogmatischen Gründen der jeweiligen Schule, war während religiöser Zeremonien für Laien so gut wie kein Platz im Inneren des Gebäudes vorgesehen. Zu einer Zeit, in der die Ausübung und Kenntnis des Buddhismus nur einer gelehrten und privilegierten Bevölkerungsschicht vorbehalten war, mag dies noch keine größeren Auswirkungen gehabt haben.

## Hondō(Heian-Zeit)

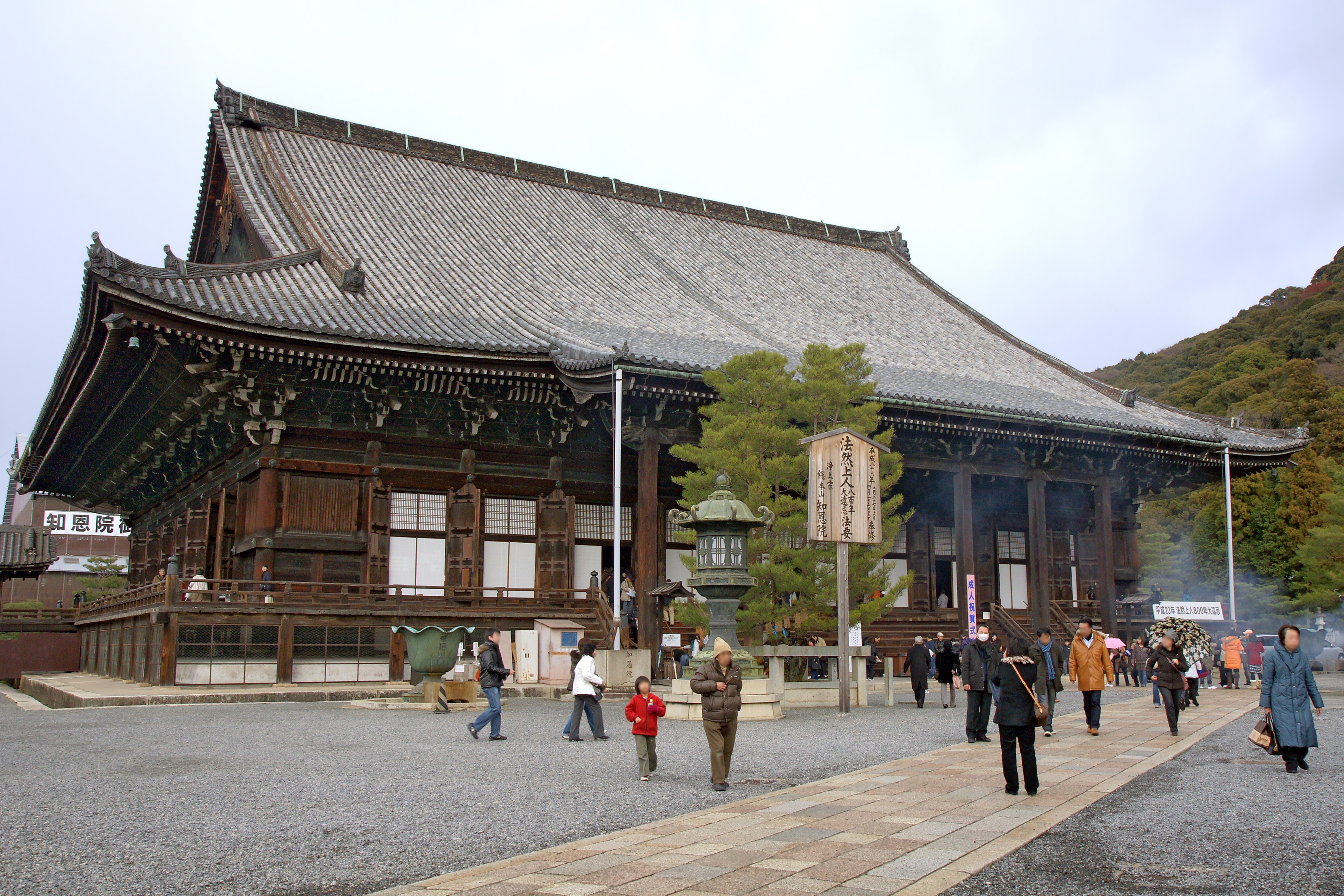
Haupthalle des Chion-in

Die Hondō (本堂, wörtlich „Haupthalle“) genannte Halle ist eine Weiterentwicklung der Goldenen Halle (Kondō), die im neunten Jahrhundert ihren Anfang nahm. Der Terminus ist eng mit dem Auftauchen des Tendai- und Shingon-Buddhismus verbunden und diente auch der sprachlichen Abgrenzung zu den „Sechs Nara-Schulen“ (Nanto roku-shū).
War der Buddhismus der Nara-Zeit noch weitgehend eine Angelegenheit des Adels, so wuchs in der Heian-Zeit seine Anhängerschaft in weiten Teilen Gesellschaft. Die Einführung neuer Lehrrichtungen sowie die wachsende Zahl an Gläubigen machten neue, größere Haupthallen nötig, die man Hondō nannte. Während der Nara-Zeit nahmen Laien meist außerhalb der Goldenen Halle an religiösen Zeremonien teil. Nunmehr stand ihnen ein Teil des Gebäudeinneren (Gejin) frei.
Hier und dort, so im Ryūshaku-Tempel (Ryūshaku-ji, Präfektur Yamagata) und im Enryaku-Tempel (Enryaku-ji) auf dem Berg Hiei-zan nennt man die Haupthalle Kompon-chūdō, etwa so viel wie ‚Fundamentale Mittelhalle‘. Solche alternativen Bezeichnungen beziehen sich weniger auf bauliche Eigenarten, sondern unterstreichen eher die Signifikanz des Gebäudes für den Tempel bzw. die jeweilige Schule.

## Butsuden(Kamakura-Zeit)

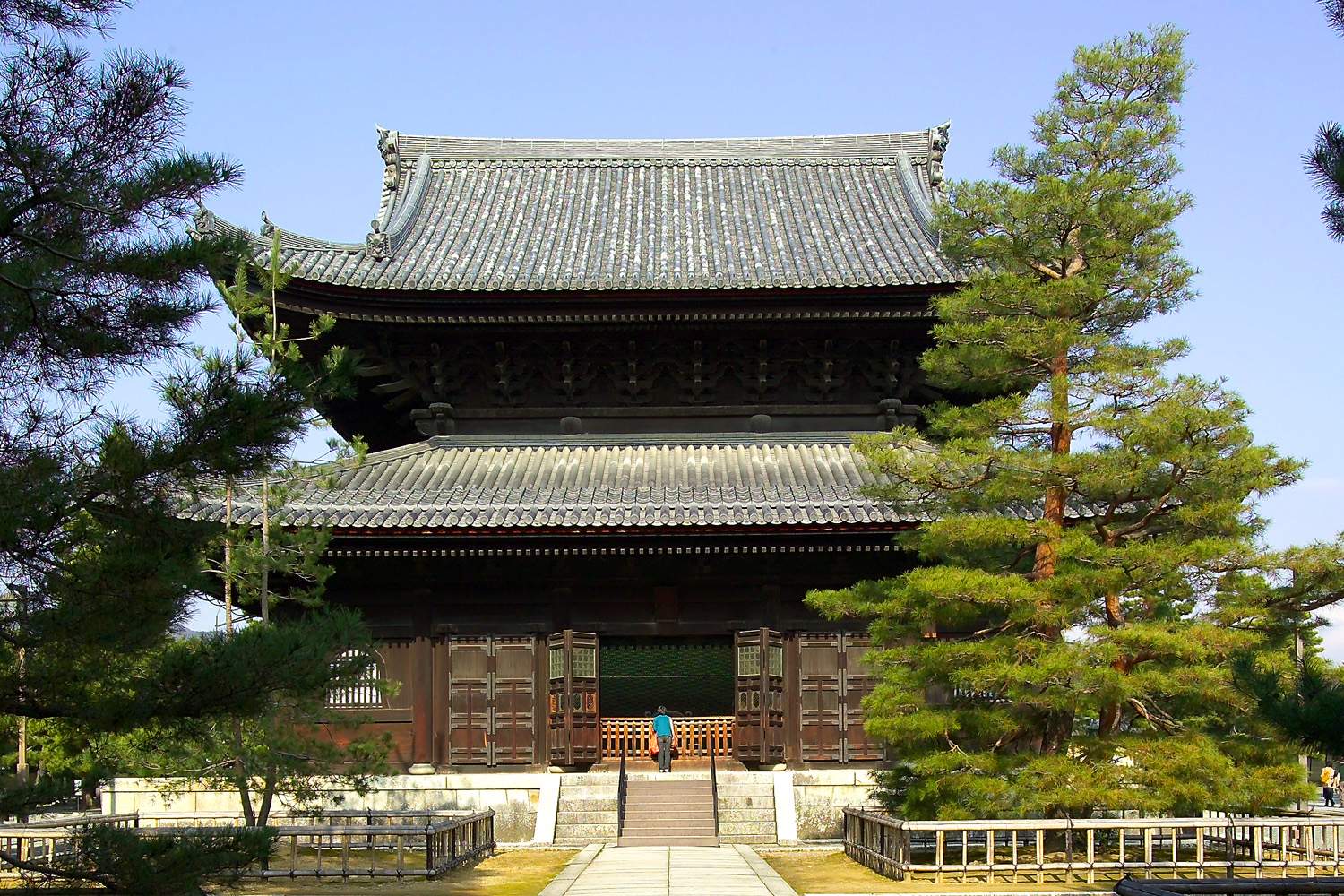
Der Butsuden des Myōshin-ji in Kyōto

Als Butsuden (仏殿) oder Butsudō (仏堂) bezeichnet man meist die Haupthalle in den Tempel des Zen-Schulen. Dieser Name fand im Laufe der Kamakura-Zeit seinen Weg nach Japan und kann mit „Buddhahalle“ übersetzt werden. Schulen des Zen sind hierbei vor allem Sōtō oder Rinzai.